# Gamboma
Gamboma är en småstad (franska: communauté urbaine) i Kongo-Brazzaville. Den ligger i departementet Plateaux, i den centrala delen av landet, 270 km norr om huvudstaden Brazzaville. Antalet invånare är 26 053.